# Iorgos Pantziaràs
Iorgos Pantziaràs (grec: Γιώργος Παντζιαράς) és un exfutbolista xipriota de la dècada de 1980.
Fou 22 cops internacional amb la selecció xipriota.
Pel que fa a clubs, fou jugador, entre d'altres, de APOEL i Aris Thessaloniki.